# Veltheimia bracteata
Veltheimia bracteata är en sparrisväxtart som beskrevs av William Henry Harvey och John Gilbert Baker. Veltheimia bracteata ingår i släktet Veltheimia och familjen sparrisväxter. Inga underarter finns listade i Catalogue of Life.

## Bildgalleri

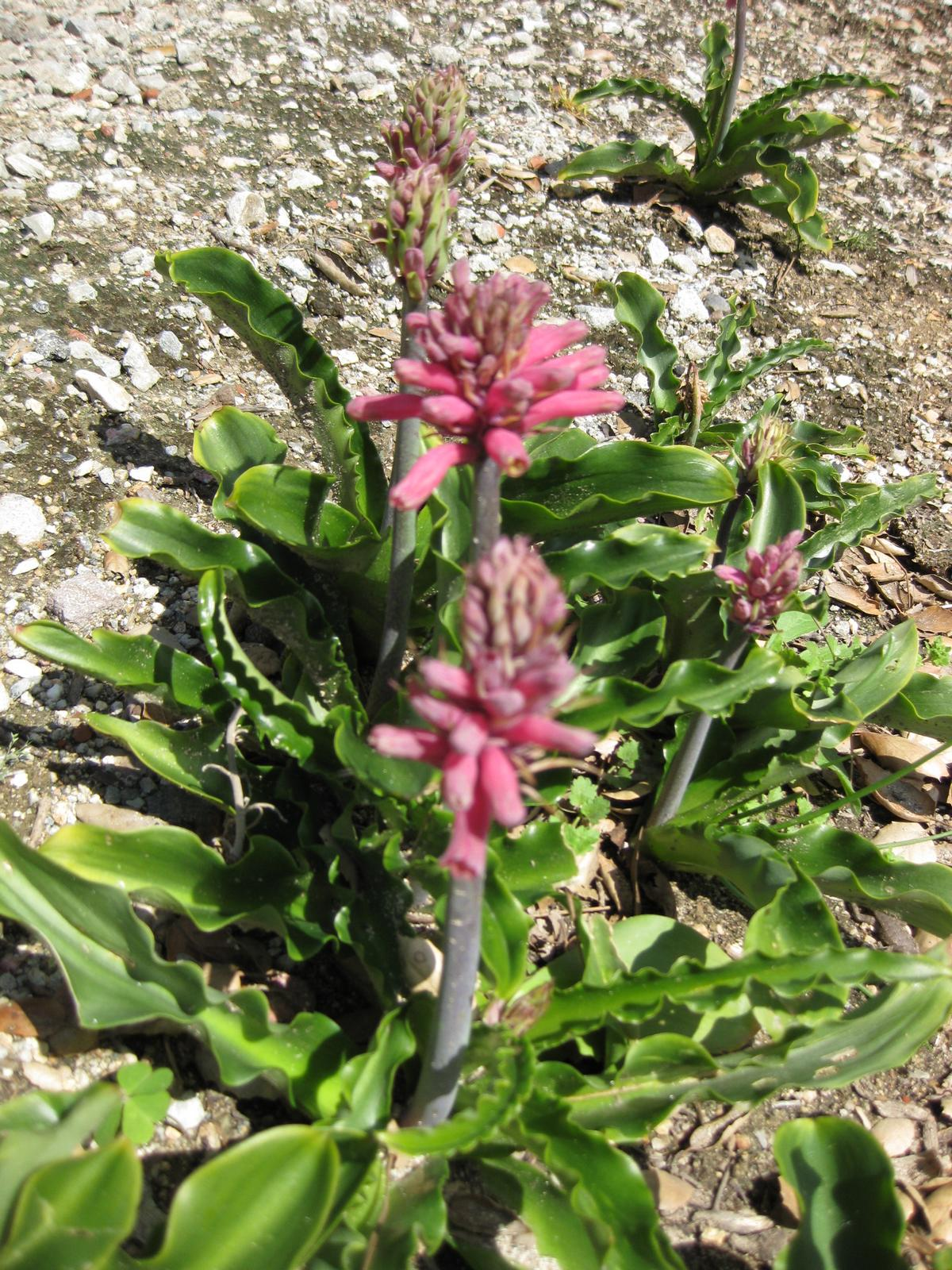
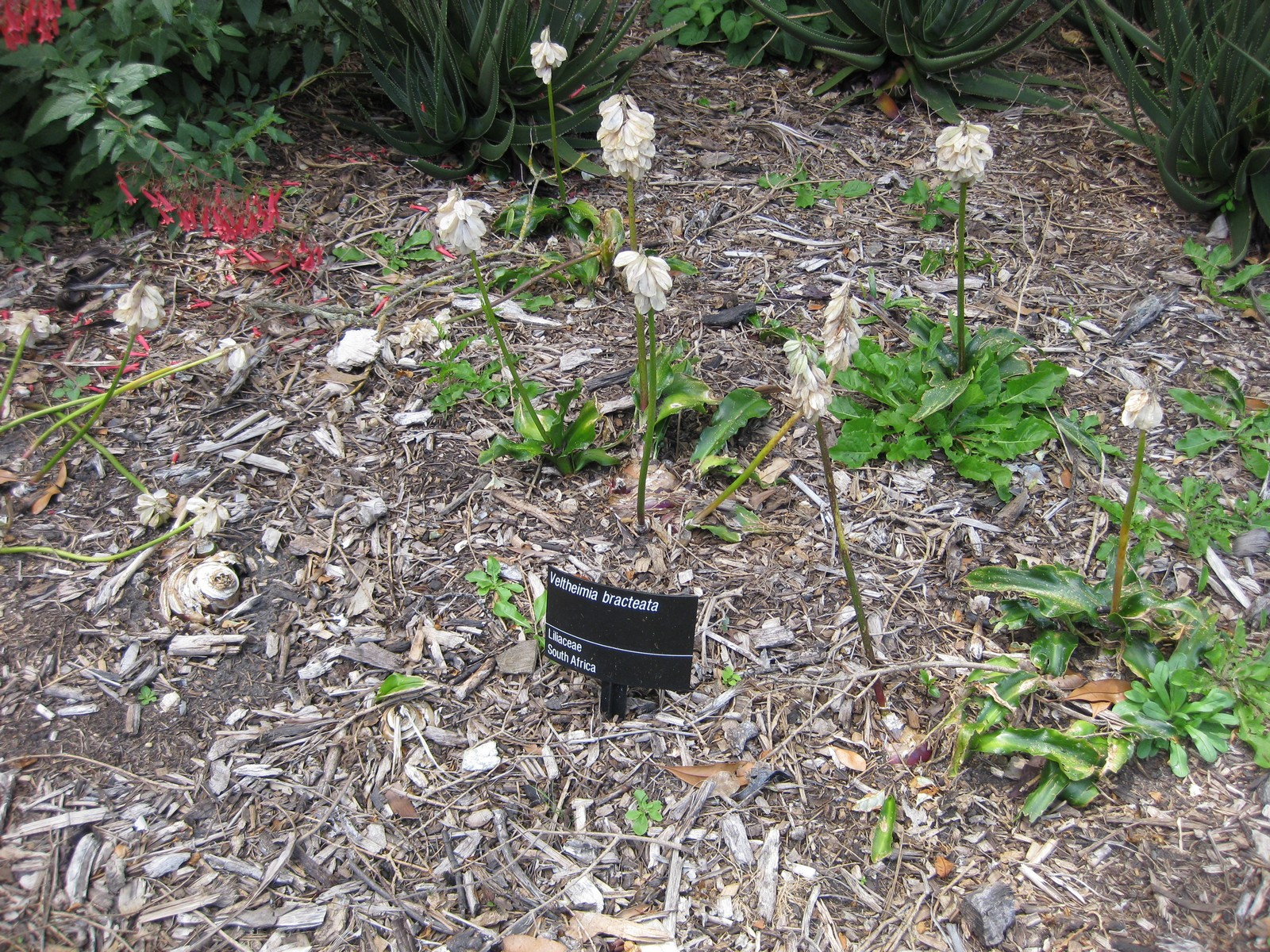
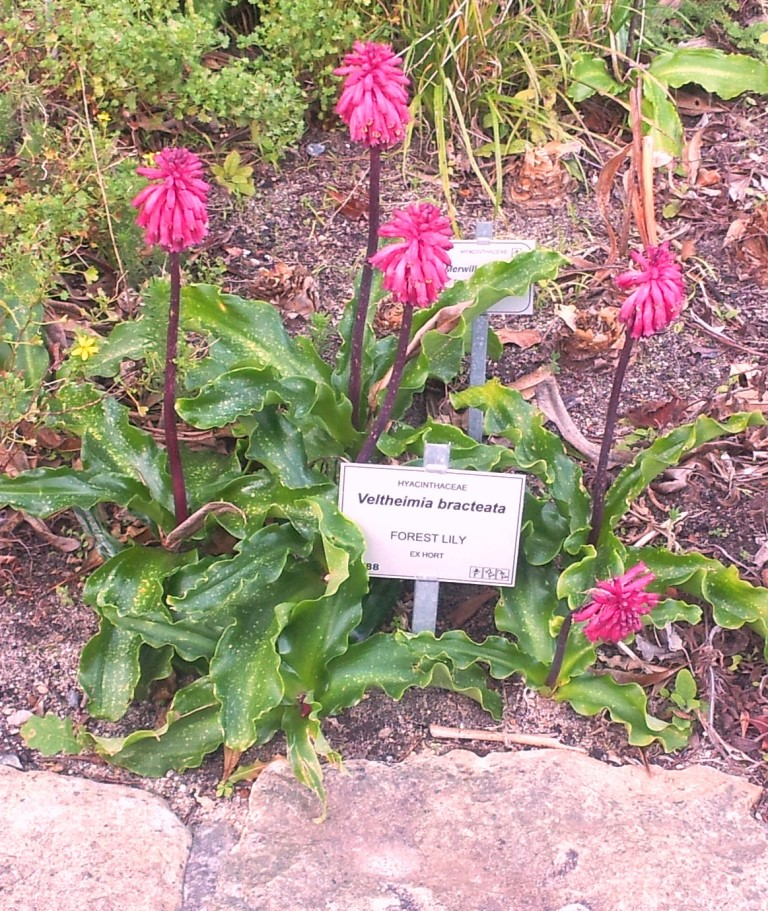
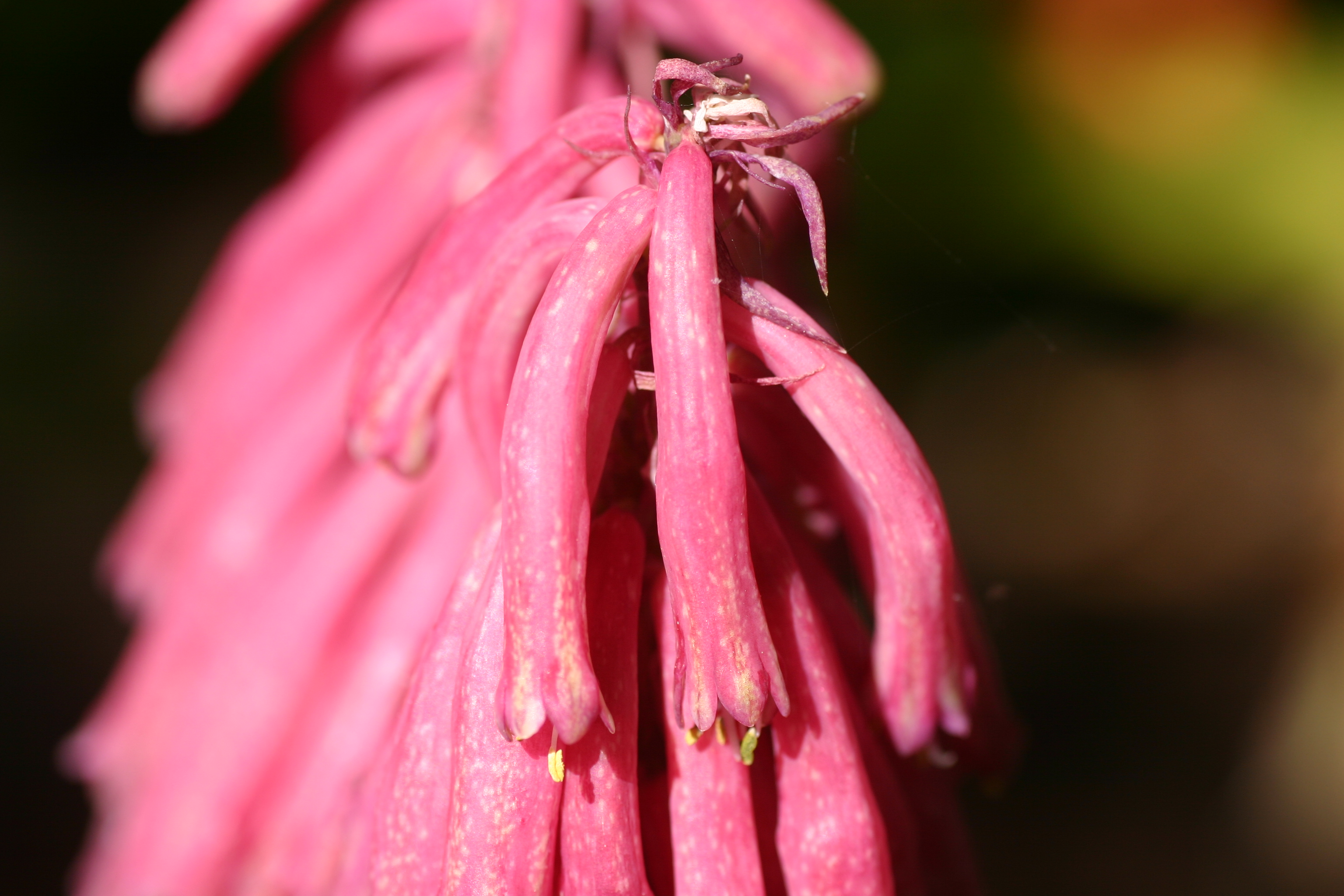